# Smělčak

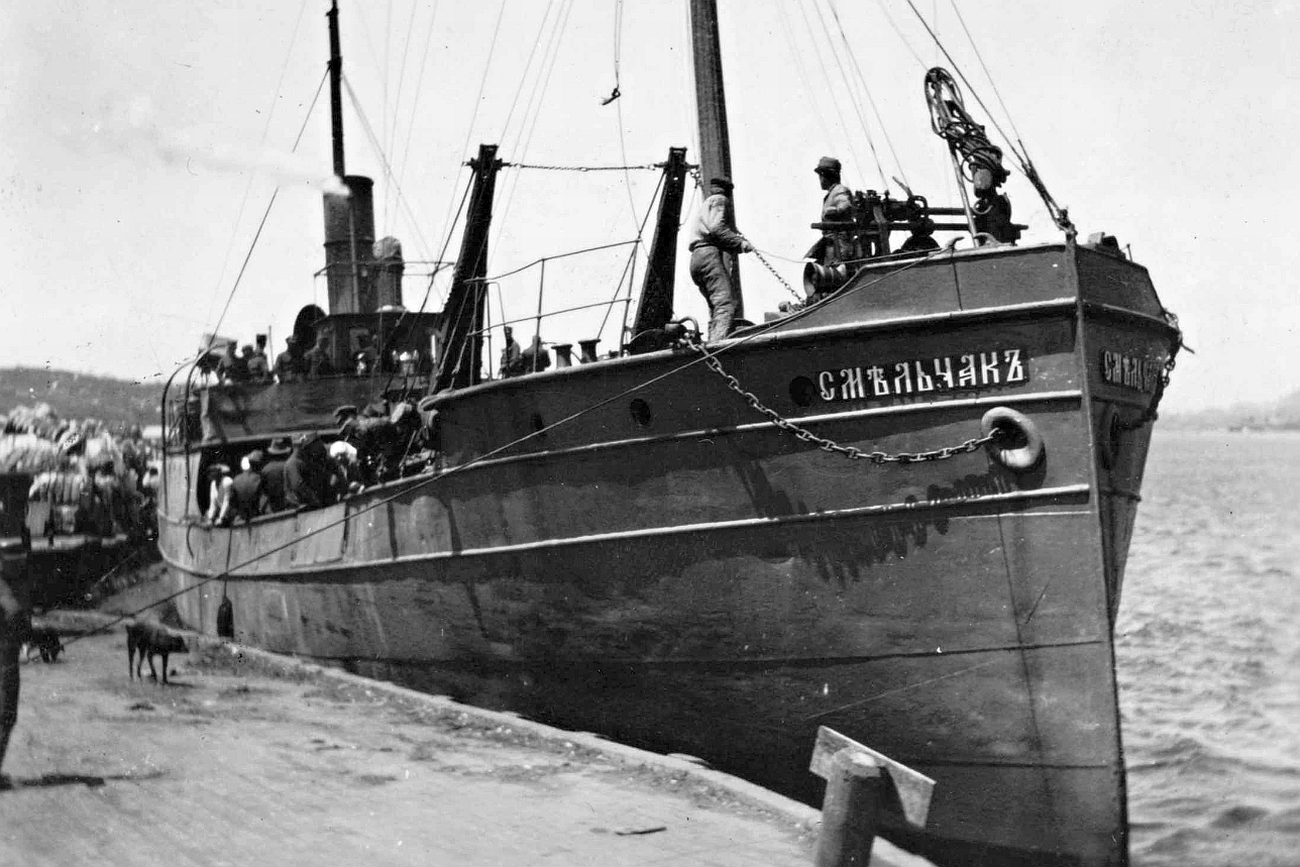
Parník Smělčak na Dálném východě

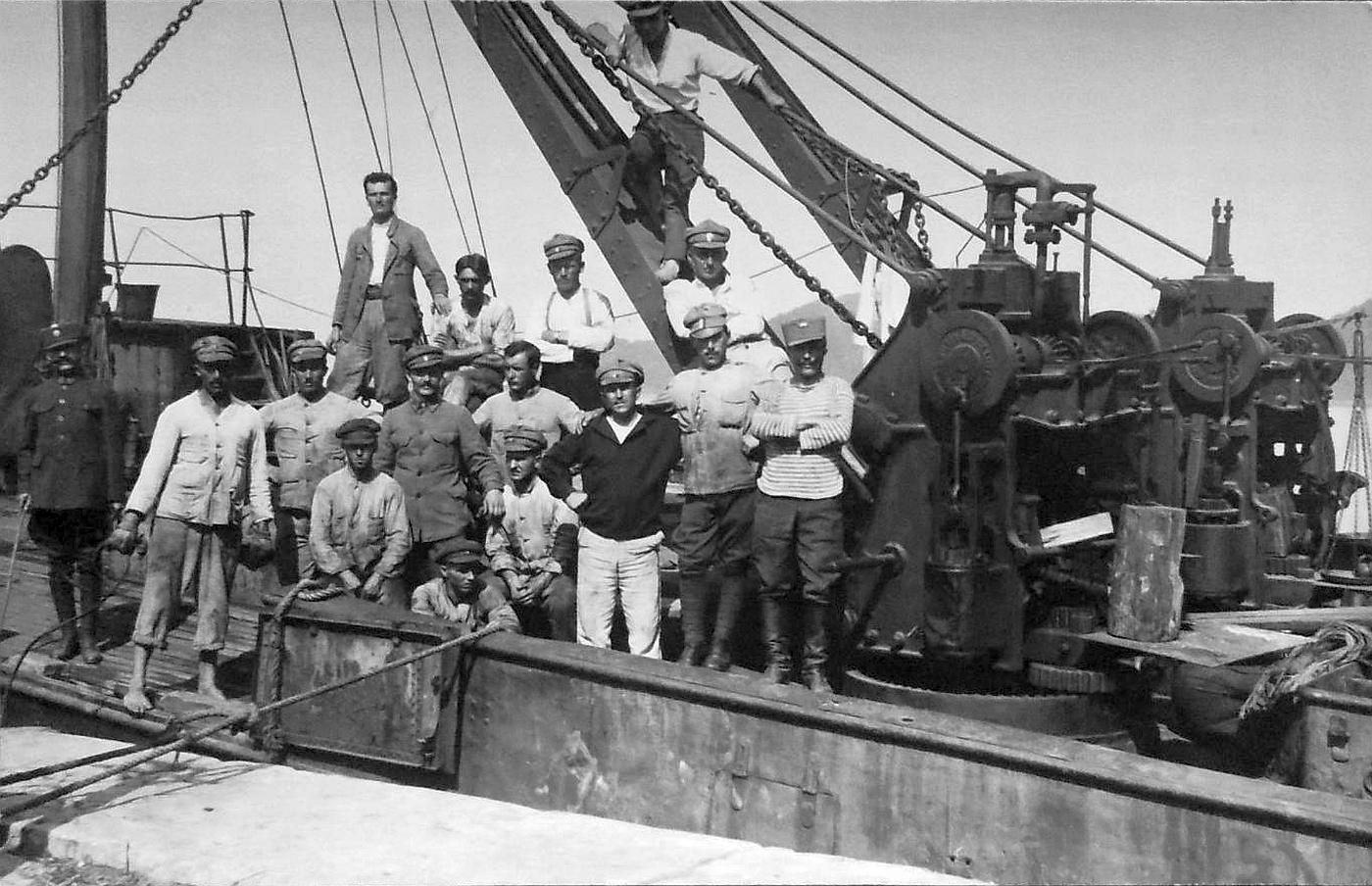
Československá posádka na parníku Smělčak ve Vladivostoku

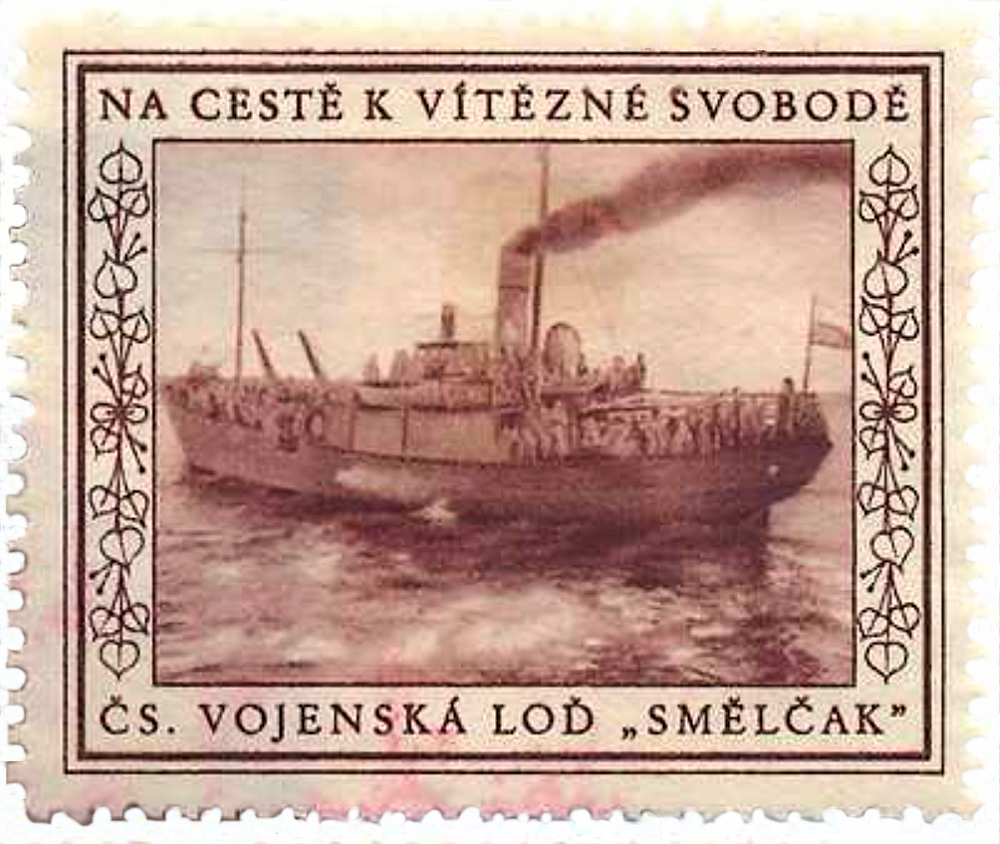
Vojenská dopisní zálepka ze série „Na cestě k vítězné svobodě“ s motivem čs. vojenské lodi „Smělčak“

Smělčak (někdy nazýván též Smělčák, Smelčak, Smelčák, rusky: Смельчак; ve volném českém překladu „Odvážlivec“) byl parou poháněný minový transportér (minolovka) ruského ministerstva války. Plavidlo bylo vyrobeno ve finských Helsinkách ve firmě Kone- ja Siltarakennus Oy / Maskin- och Brobyggnads Ab. Po uvedení do provozu v roce 1898 byl převelen na Dálný východ a předán do pevnosti Vladivostok. V roce 1914 bylo plavidlo přestavěno na nákladní a osobní loď a převedeno do Dobroflotu. Po přestavbě mohl parník vzít na palubu 8 cestujících (v kabinách 2. třídy) a 80 pasažérů (v kabinách 3. třídy).  

## Podrobněji

### Ve službách čs. legií na Dálném východě
Ve Vladivostoku působil Námořní oddíl československých legií na Dálném východě. Tento oddíl se vytvořil z tzv. lodního oddílu vzniklého v květnu 1918. Námořní oddíl československých legií existoval od 15. března 1920 při štábu Dálného východu a dělil se na část lodní a administrativní. V souvislosti s evakuací čs. legionářů a dalších armádních a civilních složek z Vladivostoku do Československa byla činnost Námořního oddílu ukončena v září 1920 a jeho personál se vrátil do Československa na palubě americké transportní lodi USAT Heffron.
Počínaje rokem 1918 plulo plavidlo Smělčak pod československou vlajkou. (Pod touto vlajkou byly provozovány, kromě Smělčaku, již o něco dříve i další pomocné parníky Blaník a Upocený.) Proti této skutečnosti protestovaly některé státy, protože československá vlajka nebyla vedena v mezinárodním lodním rejstříku lodních praporů a vlajek. Před návratem do Československa byli čs. legionáři soustřeďováni na Ruském ostrově v Zálivu Petra Velikého v Japonském moři. Spojení s Vladivostokem, jeho přístavem a s Ruským ostrovem zajišťovali právě československé posádky ukořistěných parníků Dobrovolec, Smělčák (Smělčak), Střelec (Streljok či Strělok) a Naděžnyj (Naděžný). Tyto parníky československé flotily zajišťovaly převoznickou službu, obstarávaly zásobování, lokální transporty osob a realizovaly spojení se strážními jednotkami v okolí vladivostockého přístavu. Některé z těchto parníků údajně zajížděly až do Japonska. Této československé „flotile“ velel kapitán Hégr.

### Po roce 1921
V říjnu 1922 byla loď Smělčak bělogvardějci odvezena do zahraničí. Poté, co se uprchlíci vylodili, vrátil se parník z Manily do Vladivostoku a na své palubě přivezl několik desítek námořníků z jiných ukradených parníků. V polovině roku 1923 se plavidlo nalézalo v čínském přístavu Jen-tchaj, kde bylo předáno přístavními úřady do rukou Sovětů. V roce 1925 byla loď vrácena armádě a zařazena do ženijní služby 5. rudoarmějské armády. Na začátku 30. let 20. století bylo plavidlo přejmenováno na Vlna (rusky: Волна). V roce 1940 byla loď převedena do Amurské plavební společnosti. V roce 1949 byla odepsána a sešrotována.